# 佐藤直紀
佐藤 直紀（さとう なおき、1970年〈昭和45年〉5月2日 - ）は、日本の作曲家、編曲家。千葉県出身。日出学園中学校・高等学校、東京音楽大学作曲指揮専攻 作曲「映画・放送コース」卒業。東京音楽大学客員教授。

## 人物
中学生の時、師事していたピアノ教師の影響で作曲に関心を持つ。高校から和声や対位法などの音楽理論を学び始め、音大への進学を目指すようになる。師事していた先生からの助言もあり、東京音楽大学作曲科の映画・放送音楽コースに進学。一期生として大学在学中に様々なジャンルの音楽を学んだ。
活動は、クラシックからロックまで幅広く主に映画音楽、ドラマ、アニメーション、ミュージカルなどの音楽や主題歌・挿入歌の作曲や編曲を手がける。
第29回日本アカデミー賞・最優秀音楽賞を『ALWAYS 三丁目の夕日』で受賞した。以降ほぼ全ての山崎貴監督作品の音楽を担当している。
サウンド面では、『GOOD LUCK!!』や『龍馬伝』のようにシンセサウンドを前面に出しつつオーケストラなど他の楽器の音を装飾音として加えるというパターンのものも少なくないが、『カーネーション』のように電子楽器を使用しない楽曲も手掛けている。
映像音楽について映像に合っているものや感情移入しやすいものであることを第一に優先すべきと考えており、作曲においては自身の音楽性を主張するよりも監督やプロデューサーの意向に添うものを提供することを重視している。
既婚者で息子がいる。

## 受賞歴
- 2005年 - 第29回日本アカデミー賞・最優秀音楽賞（ALWAYS 三丁目の夕日）
- 2007年 - 第31回日本アカデミー賞・優秀音楽賞（ALWAYS 続・三丁目の夕日）[7]
- 2014年 - 第38回日本アカデミー賞・優秀音楽賞（永遠の0）[8]
- 2016年 - 第40回日本アカデミー賞・優秀音楽賞（海賊とよばれた男）
- 2021年 - 第44回日本アカデミー賞・優秀音楽賞（罪の声）[9]
- 2024年 - 第47回日本アカデミー賞・優秀音楽賞（ゴジラ-1.0）[10]

## 主な作品

### 映画
- 2004年
  - 恋愛小説
  - 海猿 ウミザル
- 2005年
  - ローレライ
  - 逆境ナイン
  - ALWAYS 三丁目の夕日
  - 交響詩篇エウレカセブン
  - 映画 ふたりはプリキュア Max Heart
  - 映画 ふたりはプリキュア Max Heart 2 雪空のともだち
- 2006年
  - シムソンズ
  - LIMIT OF LOVE 海猿
  - 手紙
  - 映画 ふたりはプリキュア Splash Star チクタク危機一髪!
- 2007年
  - 俺は、君のためにこそ死ににいく
  - ALWAYS 続・三丁目の夕日
  - ストレンヂア 無皇刃譚
  - 黒帯KURO-OBI
  - キサラギ
  - Little DJ〜小さな恋の物語
  - 映画 Yes!プリキュア5 鏡の国のミラクル大冒険!
- 2008年
  - 銀色のシーズン
  - チーム・バチスタの栄光
  - ガチ☆ボーイ
  - 隠し砦の三悪人 THE LAST PRINCESS
  - K-20 怪人二十面相・伝
  - 映画 Yes!プリキュア5GoGo! お菓子の国のハッピーバースディ♪
- 2009年
  - 映画 プリキュアオールスターズDX みんなともだちっ☆奇跡の全員大集合! - 高梨康治と連名
  - 守護天使
  - ジェネラル・ルージュの凱旋
  - ハゲタカ
  - 交響詩篇エウレカセブン ポケットが虹でいっぱい
  - おっぱいバレー
  - BALLAD 名もなき恋のうた
- 2010年
  - THE LAST MASSEGE 海猿
  - 映画 プリキュアオールスターズDX2 希望の光☆レインボージュエルを守れ! - 高梨康治と連名
  - SPACE BATTLESHIP ヤマト
- 2011年
  - 映画 プリキュアオールスターズDX3 未来にとどけ! 世界をつなぐ☆虹色の花
  - 岳-ガク-
  - 少女たちの羅針盤
  - DOG×POLICE 純白の絆
  - friends もののけ島のナキ
- 2012年
  - ALWAYS 三丁目の夕日'64
  - BLOOD-C The Last Dark
  - BRAVE HEARTS 海猿
  - るろうに剣心
  - ツナグ
- 2013年
  - 永遠の0
- 2014年
  - 青天の霹靂
  - るろうに剣心 京都大火編 / 伝説の最期編
  - STAND BY ME ドラえもん
  - 寄生獣
- 2015年
  - KANO 1931海の向こうの甲子園
  - 寄生獣 完結編
  - 暗殺教室
  - 杉原千畝 スギハラチウネ
- 2016年
  - 暗殺教室〜卒業編〜
  - 秘密 THE TOP SECRET
  - ルドルフとイッパイアッテナ
  - 海賊とよばれた男
- 2017年
  - 本能寺ホテル
  - 交響詩篇エウレカセブン ハイエボリューション1
  - DESTINY 鎌倉ものがたり
- 2018年
  - OVER DRIVE
  - 劇場版 コード・ブルー -ドクターヘリ緊急救命-
  - Anemone エウレカセブン ハイエボリューション
  - ういらぶ。
  - 億男
- 2019年
  - マスカレード・ホテル
  - アルキメデスの大戦
  - ドラゴンクエスト ユア・ストーリー - 挿入曲1曲[11]
- 2020年
  - 罪の声
  - STAND BY ME ドラえもん 2
- 2021年
  - 名も無き世界のエンドロール
  - Eureka エウレカセブン ハイエボリューション
  - るろうに剣心 最終章 The Final / The Beginning
  - マスカレード・ナイト
- 2022年
  - ドラゴンボール超 スーパーヒーロー[12]
  - ゴーストブック おばけずかん
- 2023年
  - レジェンド&バタフライ
  - 湯道
  - ゴジラ-1.0
- 2024年
  - 陰陽師0
  - 六人の嘘つきな大学生

### ドラマ
- NHK
  - 2007年
    - ハゲタカ
    - 陽炎の辻〜居眠り磐音 江戸双紙〜

  - 2008年 - 陽炎の辻2〜居眠り磐音 江戸双紙〜
  - 2009年 - 陽炎の辻3〜居眠り磐音 江戸双紙〜
  - 2010年 - 龍馬伝
    - 同作のサウンドトラックは3部作で発売。ロングランヒットとなった。

  - 2011年 - カーネーション
  - 2014年 - 桜ほうさら
  - 2015年 - 経世済民の男/第一部・高橋是清
  - 2016年・2017年 - 精霊の守り人
  - 2019年
    - みかづき
    - ミストレス〜女たちの秘密〜

  - 2021年 - 青天を衝け[13]

- テレビ朝日
  - 2011年 - 味いちもんめ
  - 2013年 - 味いちもんめ

- TBS
  - 2003年
    - GOOD LUCK!!
    - マンハッタンラブストーリー

  - 2004年 - オレンジデイズ
  - 2005年 - H2〜君といた日々
  - 2007年 - 冗談じゃない!
  - 2012年 - 運命の人
  - 2017年 - A LIFE〜愛しき人〜
  - 2024年 - 海に眠るダイヤモンド

- フジテレビ - フジテレビ系ドラマではシリーズ作品の劇伴を手掛けることが多い。
  - 2003年
    - 顔
    - WATER BOYS

  - 2004年
    - FIRE BOYS 〜め組の大吾〜
    - WATER BOYS2

  - 2005年 - 海猿
  - 2006年 - トップキャスター
  - 2007年
    - 今週、妻が浮気します
    - はだしのゲン

  - 2008年 - コード・ブルー -ドクターヘリ緊急救命-
  - 2010年 - コード・ブルー -ドクターヘリ緊急救命-シーズン2
  - 2012年
    - PRICELESS〜あるわけねぇだろ、んなもん!〜

  - 2013年
    - 救命病棟24時 第5シリーズ

  - 2017年
    - コード・ブルー -ドクターヘリ緊急救命-シーズン3

  - 2019年
    - 磯野家の人々〜20年後のサザエさん〜

  - 2020年
    - 教場

  - 2021年
    - 教場II

  - 2023年
    - 風間公親-教場0-
    - ONE DAY〜聖夜のから騒ぎ〜

  - 2024年
    - ブルーモーメント

- WOWOW
  - 2008年 - パンドラ
  - 2009年 - 空飛ぶタイヤ
  - 2010年 - パンドラII 飢餓列島
  - 2011年 - CO 移植コーディネーター
  - 2011年 - パンドラIII 革命前夜
  - 2013年 - 女と男の熱帯
  - 2014年 - パンドラ 〜永遠の命〜
  - 2016年 - 沈まぬ太陽
  - 2018年 - パンドラⅣ AI戦争

### アニメ
- 2001年 - X-エックス-
- 2002年 - MOUSE
- 2003年
  - 遙かなる時空の中で2-白き龍の神子-
  - 出撃!マシンロボレスキュー
- 2004年 - ふたりはプリキュア
- 2005年
  - 好きなものは好きだからしょうがない!!
  - 交響詩篇エウレカセブン
  - ふたりはプリキュア Max Heart
- 2006年 - ふたりはプリキュア Splash Star
- 2007年
  - Yes!プリキュア5
  - ヒロイック・エイジ
  - もやしもん[14]
  - レンタルマギカ
- 2008年 - Yes!プリキュア5GoGo!
- 2011年 - BLOOD-C[15]
- 2012年 - 超速変形ジャイロゼッター
- 2015年・2016年 - 暗殺教室
- 2023年 - キボウノチカラ〜オトナプリキュア'23〜[16]

### CM
- 資生堂・「マキアージュ」（2007年より）、「プラウディア」
- 日産自動車（1999年11月 - ）
  - 「70周年」
  - 「日産・グロリア」
- 森永製菓・「ハイチュウ」
- 花王・「VeryVery」、「メリーズパンツ」
- 明治安田生命保険
- 日本中央競馬会
- 積水ハウス
- 野村證券
- 第一生命保険
- ハーゲンダッツ
- アイフル
- パナソニック
- 吉野家

### ゲーム
- 2008年 - 428 〜封鎖された渋谷で〜（チュンソフト開発・セガ発売のWii用サウンドノベルゲーム）

### その他
- 2004年 - 水曜プレミア（TBS）・オープニングテーマ
- 2005年 - 競輪の各種BGMおよび発走ファンファーレ（2022年現在も多くの場で使用中）[17]
- 2006年 - NHKスペシャル「恐竜VSほ乳類 1億5千万年の戦い」[18]
- 2007年 - スーパー競馬（フジテレビ）
- 2008年 - ラジオビタミン：テーマ曲「パレット」（NHK）
- 2010年 - NHKスペシャル「恐竜絶滅 ほ乳類の戦い」（NHK）
- 2011年 - NHKスペシャル「ホットスポット 最後の楽園」（NHK）
- 2012年 - BUMP OF CHICKEN「Good Luck」（ショートムービー） - 劇中BGM
- 2012年 - 名古屋ウィメンズマラソン（東海テレビ制作、フジテレビ系）
- 2012年 - NHKスペシャル「ヒューマン なぜ人間になれたのか」（NHK）
- 2014年 - ワールドビジネスサテライト - オープニングテーマ・エンディングテーマ（テレビ東京）
- 2014年 - NHKスペシャル「カラーでよみがえる東京 不死鳥都市の100年」（NHK）
- 2014年 - NHKスペシャル「ホットスポット 最後の楽園 season2」（NHK）
- 2017年 - 「TRAIN SUITE 四季島」 - テーマ曲（JR東日本）
- 2017年 - 横浜F・マリノス - 25周年記念アンセム
- 2018年 - 皇室関連報道テーマ曲「新時代へ」（日本テレビ）[19]
- 2021年 - ワールドビジネスサテライト - オープニングテーマ・エンディングテーマ（テレビ東京）
- 2021年 - 2020年東京オリンピック・2020年東京パラリンピック - 表彰式楽曲「Tokyo 2020 Victory Ceremony」[20]
- 2024年 - いきものがかり「いきものがかりmeets」 - 収録曲「帰りたくなったよ」（唄：上白石萌音）サウンドプロデュース[21]

## 出演
- 2007年6月17日 - きらり10代!（NHKラジオ第1放送）
- 2016年3月21日 - プロフェッショナル 仕事の流儀/第290回「あがき続けろ それがメロディになる」（NHK）